# Jeremiasz (film)
Jeremiasz (wł. Geremia, ang. Jeremiah) – film religijny w koprodukcji francusko-niemiecko-amerykańsko-włosko-czeskiej na podstawie biblijnych: 2. Księgi Kronik, 2. Księgi Machabejskiej, Księgi Jeremiasza i Księgi Lamentacji, opowiadający o losach starotestamentalnego proroka Jeremiasza żyjącego w Palestynie w 2. połowie VII w. p.n.e. Film wyreżyserował w 1998 Harry Winer, on też był autorem scenariusza wraz z Gianmario Pagano. Muzykę do obrazu skomponował Bruce Broughton.
Włoska telewizja Raiuno wyemitowała film pierwszy raz 14 grudnia 1998. Obejrzało go 7 925 000 widzów, co stanowiło 27,61% widowni.
Różne telewizje i domy wydawnicze, zajmujące się dystrybucją filmu na płytach DVD w wielu krajach świata, nadawały mu różne tytuły: Geremia il profeta, Die Bibel: Jeremia czy Vivlos – Ieremias.

## Fabuła
W obliczu niebezpieczeństwa, zagrażającego Izraelowi ze strony Nabuchodonozora II (Klaus Maria Brandauer) Jahwe wysłał do swojego ludu proroka Jeremiasza (Patrick Dempsey). Ten za cenę zrezygnowania z małżeństwa z Judytą (Leonor Varela), swą umiłowaną, przepowiada nadejście nieszczęścia. Nie spotyka się z dobrym przyjęciem ze strony władcy i narodu. Bogactwo, kult idoli, powszechna niesprawiedliwość są dla Izraela lepsze niż stara wiara. Jeremiasz zostaje prześladowany.

## Obsada
- Patrick Dempsey jako prorok Jeremiasz
- Oliver Reed jako generał Safan
- Klaus Maria Brandauer jako Nabuchodonozor
- Leonor Varela jako Judyta
- Vincent Regan jako król Sedecjasz
- Michael Cronin jako Chilkiasz
- Stuart Bunce jako Baruch
- Anita Zagaria jako matka Jeremiasza
- Damien Myerscough jako Efraim
- Roger May jako Elisama
- Simon Kunz jako Gemariasz
- Andrea Occhipinti jako król Jojakin
- Franco Castellano jako minister babiloński
- Franco Fantasia jako starzec
- Silas Carson jako Ananiasz